# (11818) Ulamec
(11818) Ulamec est un astéroïde de la ceinture principale.

## Description
(11818) Ulamec est un astéroïde de la ceinture principale. Il fut découvert le 2 mars 1981 à l'Observatoire de Siding Spring par Schelte J. Bus. Il présente une orbite caractérisée par un demi-grand axe de 2,99 UA, une excentricité de 0,10 et une inclinaison de 0,8° par rapport à l'écliptique.